# Хадар
Хада́р или Агена или Бета Центавра — вторая по яркости звезда в созвездии Центавра и одиннадцатая по яркости звезда на ночном небе. Хадар — бело-голубой гигант, расположенный примерно в 392 световых годах от Солнечной системы.
В 1935 году Дж. Вут (J.G. Voute) обнаружил, что Хадар — двойная звезда, присвоив ей идентификационный номер VOU 31. Звезда-компаньон отстоит от основной звезды примерно на 1,3". Со времени открытия взаимное положение компонентов практически не изменилось, что указывает на то, что период обращения очень велик, если эта пара звёзд связана между собой гравитационно. Кроме того, основная звезда является спектрально-двойной, имея, по крайней мере, одного компаньона с орбитальным периодом 352 дня.
Слово хадар имеет арабское происхождение и означает «низ», слово агена пришло из латыни и означает «колено».
Хадар можно использовать для ориентирования, соединив звезду с Альфой Центавра воображаемой линией, которая пройдёт в нескольких градусах от Гакрукса из созвездия Южный Крест. Линия проведённая через Гакрукс и Акрукс укажет направление на юг.
Южнее 29°37′38′′ ю. ш. Хадар является незаходящей звездой. Среди городов, где он никогда не заходит за горизонт, — Сантьяго, Монтевидео, Буэнос-Айрес, Порту-Алегри, Кейптаун, Канберра, Сидней, Мельбурн. Так же как Альфа Центавра и Южный крест, эта звезда слишком удалена на юг, чтобы могла быть видима наблюдателем из средних северных широт. На территории бывшего СССР она не видна совсем: даже в Кушке не восходит. Южнее приблизительно +29°38' северной широты и до экватора на протяжении северного лета Хадар виден близко у горизонта на юге.
Официально не утверждается, что эта звезда изображена на флаге Австралии, но положение Звезды Содружества (под Британским флагом) относительно звёзд Южного Креста соответствует положению Хадара на небе. В то же время, расположенная левее звезда Альфа Центавра на флаг Австралии не попала. А на флагах других стран, например, Новой Зеландии, где также фигурирует Южный Крест, нет ни Альфы Центавра, ни Хадара.